# العلاقات الإستونية البولندية
العلاقات الإستونية البولندية هي العلاقات الثنائية التي تجمع بين إستونيا وبولندا.

## مقارنة بين البلدين
هذه مقارنة عامة ومرجعية للدولتين:
| وجه المقارنة                                              | إستونيا                                                                             | بولندا                                                                             |
| --------------------------------------------------------- | ----------------------------------------------------------------------------------- | ---------------------------------------------------------------------------------- |
| المساحة (كم2)                                             | 45.34 ألف                                                                           | 312.68 ألف                                                                         |
| عدد السكان (نسمة)                                         | 1.32 مليون                                                                          | 38.43 مليون                                                                        |
| الكثافة السكانية (ن./كم²)                                 | 29.11                                                                               | 122.91                                                                             |
| العاصمة                                                   | تالين                                                                               | وارسو                                                                              |
| اللغة الرسمية                                             | اللغة الإستونية                                                                     | اللغة البولندية                                                                    |
| العملة                                                    | يورو، كرون إستوني، كرون إستوني، المارك الإستوني                                     | زلوتي بولندي                                                                       |
| الناتج المحلي الإجمالي (بليون دولار)                      | 25.92 مليار                                                                         | 524.51 مليار                                                                       |
| الناتج المحلي الإجمالي (تعادل القوة الشرائية) بليون دولار | 38.11 مليار                                                                         | 1.02 تريليون                                                                       |
| الناتج المحلي الإجمالي الاسمي للفرد دولار أمريكي          | 17.79 ألف                                                                           | 12.55 ألف                                                                          |
| الناتج المحلي الإجمالي للفرد دولار أمريكي                 | 28.14 ألف                                                                           | 26.14 ألف                                                                          |
| مؤشر التنمية البشرية                                      | 0.871                                                                               | 0.843                                                                              |
| رمز المكالمات الدولي                                      | +372                                                                                | +48                                                                                |
| رمز الإنترنت                                              | .ee                                                                                 | .pl                                                                                |
| المنطقة الزمنية                                           | ت ع م+02:00، ت ع م+03:00، توقيت شرق أوروبا، أوروبا/تالين ‏، توقيت شرق أوروبا الصيفي ‏ | توقيت وسط أوروبا، ت ع م+01:00، ت ع م+02:00، أوروبا/وارسو ‏، توقيت وسط أوروبا الصيفي |

## مدن متوأمة
في ما يلي قائمة باتفاقيات التوأمة بين مدن إستونية وبولندية:
- ترتبط Paikuse Parish [الإنجليزية]‏ مع لوبيز باتفاقية توأمة.
- ترتبط ماردو مع Białogard [الإنجليزية]‏ باتفاقية توأمة.
- ترتبط مقاطعة لين-فيرو مع Konin County [الإنجليزية]‏ باتفاقية توأمة.
- ترتبط فورو (بلدة) مع سووالكي باتفاقية توأمة.
- ترتبط Kunda City ‏ مع غدينيا باتفاقية توأمة منذ 2001.[16][16][16]
- ترتبط تالين مع بياويستوك باتفاقية توأمة منذ 1955.[17][18][19][18]

## منظمات دولية مشتركة
يشترك البلدان في عضوية مجموعة من المنظمات الدولية، منها:
| علم المنظمة | اسم المنظمة                             | تاريخ انضمام إستونيا | تاريخ انضمام بولندا |
| ----------- | --------------------------------------- | -------------------- | ------------------- |
|             | الاتحاد الأوروبي                        | 1 مايو 2004          | 1 مايو 2004         |
|             | وكالة ضمان الاستثمار متعدد الأطراف      | 24 سبتمبر 1992       | 29 يونيو 1990       |
|             | منظمة التعاون الاقتصادي والتنمية        | ?                    | 22 نوفمبر 1996      |
|             | الأمم المتحدة                           | 17 سبتمبر 1991       | 24 أكتوبر 1945      |
|             | الوكالة الدولية للطاقة                  | ?                    | 25 سبتمبر 2008      |
|             | الفريق المعني برصد الأرض                | ?                    | ?                   |
|             | مركز تنسيق الحركة في أوروبا ‏            | ?                    | ?                   |
|             | منظمة حظر الأسلحة الكيميائية            | ?                    | ?                   |
|             | منظمة التجارة العالمية                  | ?                    | 1 يوليو 1995        |
|             | منظمة الشرطة الجنائية الدولية           | ?                    | ?                   |
|             | مجلس دول بحر البلطيق                    | ?                    | ?                   |
|             | منظمة الأمن والتعاون في أوروبا          | 10 سبتمبر 1991       | 25 يونيو 1973       |
|             | مؤسسة التنمية الدولية                   | 11 أكتوبر 2008       | 28 أكتوبر 1960      |
|             | حلف شمال الأطلسي                        | 29 مارس 2004         | 12 مارس 1999        |
|             | يونسكو                                  | 14 أكتوبر 1991       | 6 نوفمبر 1946       |
|             | مجلس أوروبا                             | ?                    | 26 نوفمبر 1991      |
|             | Strategic Airlift Capability ‏           | ?                    | ?                   |
|             | الاتحاد البريدي العالمي                 | ?                    | 1 مايو 1919         |
|             | البنك الدولي للإنشاء والتعمير           | 23 يونيو 1992        | 27 يونيو 1986       |
|             | اتفاقية السماوات المفتوحة               | ?                    | ?                   |
|             | المنظمة الهيدروغرافية الدولية           | ?                    | ?                   |
|             | الاتحاد الدولي للاتصالات                | 19 مايو 1922         | 1921                |
|             | مؤسسة التمويل الدولية                   | 9 أغسطس 1993         | 29 ديسمبر 1987      |
|             | المنظمة الأوروبية لسلامة الملاحة الجوية | 2015                 | 2004                |
|             | مجموعة أستراليا                         | 2004                 | 1994                |
|             | مجموعة الموردين النوويين                | ?                    | ?                   |

## وصلات خارجية
- موقع وزارة الخارجية الإستونية
- موقع وزارة الخارجية البولندية